# Rob Holding
Robert Samuel "Rob" Holding (sinh ngày 20 tháng 9 năm 1995) là một cầu thủ bóng đá người Anh hiện đang chơi ở vị trí Trung vệ cho câu lạc bộ Crystal Palace và đội tuyển bóng đá quốc gia Anh

## Sự nghiệp

### Bolton Wanderers
Holding bắt đầu sự nghiệp bóng đá của mình tại câu lạc bộ Bolton Wanderers F.C. năm lên 7 tuổi và bắt đầu sự nghiệp chuyên nghiệp đầu tiên tại giải League Two thi đấu dưới dạng cho mượn tại câu lạc bộ Bury vào tháng 3 năm 2015. Anh có trận thi đấu đầu tiên tại câu lạc bộ Bolton vào ngày 11 Tháng 8 năm 2015 trong trận thua 1-0 tại giải League Cup trước câu lạc bộ Burton Albion F.C.
Ngày 29 tháng 4 năm 2016, Holding được bình chọn là Cầu thủ Ngoại hạng Anh xuất sắc nhất mùa giải tại câu lạc bộ Bolton Wanderers mùa bóng 2015–16.

### Arsenal
Mùa hè năm 2016, Rob Holding ký hợp đồng gia nhập câu lạc bộ Arsenal với giá £2 triệu.. Holding đã được trao chiếc áo số 16, số áo mà trước đây Aaron Ramsey mặc.. Anh có trận thi đấu đầu tiên tại Arsenal vào năm 2016 trong trận giao hữu 2016 MLS All-Star Game ngày 28 Tháng 7 năm 2016.

## Sự nghiệp quốc tế
Ngày 15 tháng 5 năm 2016 anh được gọi vào đội tuyển U21 Anh thay thế cho Hậu vệ Brendan Galloway. Holding có trận ra mắt đầu tiên vào ngày 23 tháng 5 năm 2016.

## Thống kê

### Câu lạc bộ
| Câu lạc bộ          | Mùa giải            | Giải đấu            | Giải đấu | Giải đấu | FA Cup | FA Cup  | League Cup | League Cup | Europe | Europe  | Tổng cộng | Tổng cộng |
| Câu lạc bộ          | Mùa giải            | Mùa giải            | Ra sân   | Ghi bàn  | Ra sân | Ghi bàn | Ra sân     | Ghi bàn    | Ra sân | Ghi bàn | Ra sân    | Ghi bàn   |
| ------------------- | ------------------- | ------------------- | -------- | -------- | ------ | ------- | ---------- | ---------- | ------ | ------- | --------- | --------- |
| Bury (mượn)         | Bury F.C.2014–15    | League Two          | 1        | 0        | 0      | 0       | 0          | 0          | —      | —       | 1         | 0         |
| Bolton              | 2015–16             | Championship        | 26       | 1        | 3      | 0       | 1          | 0          | —      | —       | 30        | 1         |
| Arsenal             | 2016–17             | Premier League      | 2        | 0        | 0      | 0       | 0          | 0          | 0      | 0       | 3         | 0         |
| Tổng cộng sự nghiệp | Tổng cộng sự nghiệp | Tổng cộng sự nghiệp | 28       | 1        | 3      | 0       | 1          | 0          | 0      | 0       | 32        | 1         |

## Danh hiệu

### Quốc tế
U21 Anh
- Toulon Tournament: 2016

### Cá nhân
- Bolton Wanderers Player of the Year: 2016

### Câu lạc bộ
- FA Cup: 2016–17, 2019–20
- FA Community Shield: 2017, 2020, 2023

## Liên kết
- Robert Holding tại Soccerbase